# أنجيلا دوغلاس
أنجيلا دوغلاس (بالإنجليزية: Angela Douglas)‏ هي ممثلة بريطانية، ولدت في 29 أكتوبر 1940 في المملكة المتحدة.

## وصلات خارجية
- أنجيلا دوغلاس على موقع IMDb (الإنجليزية)
- أنجيلا دوغلاس على موقع روتن توميتوز (الإنجليزية)
- أنجيلا دوغلاس على موقع ألو سيني (الفرنسية)
- أنجيلا دوغلاس على موقع أول موفي (الإنجليزية)
- أنجيلا دوغلاس على موقع قاعدة بيانات الأفلام السويدية (السويدية)
- أنجيلا دوغلاس على موقع قاعدة بيانات الفيلم (الإنجليزية)
- أنجيلا دوغلاس على موقع كينوبويسك (الروسية)